# Redykajny (Dywity)
Redykajny (deutsch Redigkainen) ist ein Ort in der polnischen Woiwodschaft Ermland-Masuren. Er gehört zur Gmina Dywity (Landgemeinde Diwitten) im Powiat Olsztyński (Kreis Allenstein).

## Geographische Lage
Redykajny liegt im Tal der Alle (polnisch Łyna) nördlich des Jezioro Redykajny (deutsch Redigkainer See) im Westen der Woiwodschaft Ermland-Masuren. Das Dorf und der See sind namensgebend für den Stadtteil Redykajny der Stadt Olsztyn (deutsch Allenstein), an dessen Nordwestseite Dorf und See angrenzen. Bis in das Stadtzentrum der Woiwodschaftshauptstadt sind es sechs Kilometer.

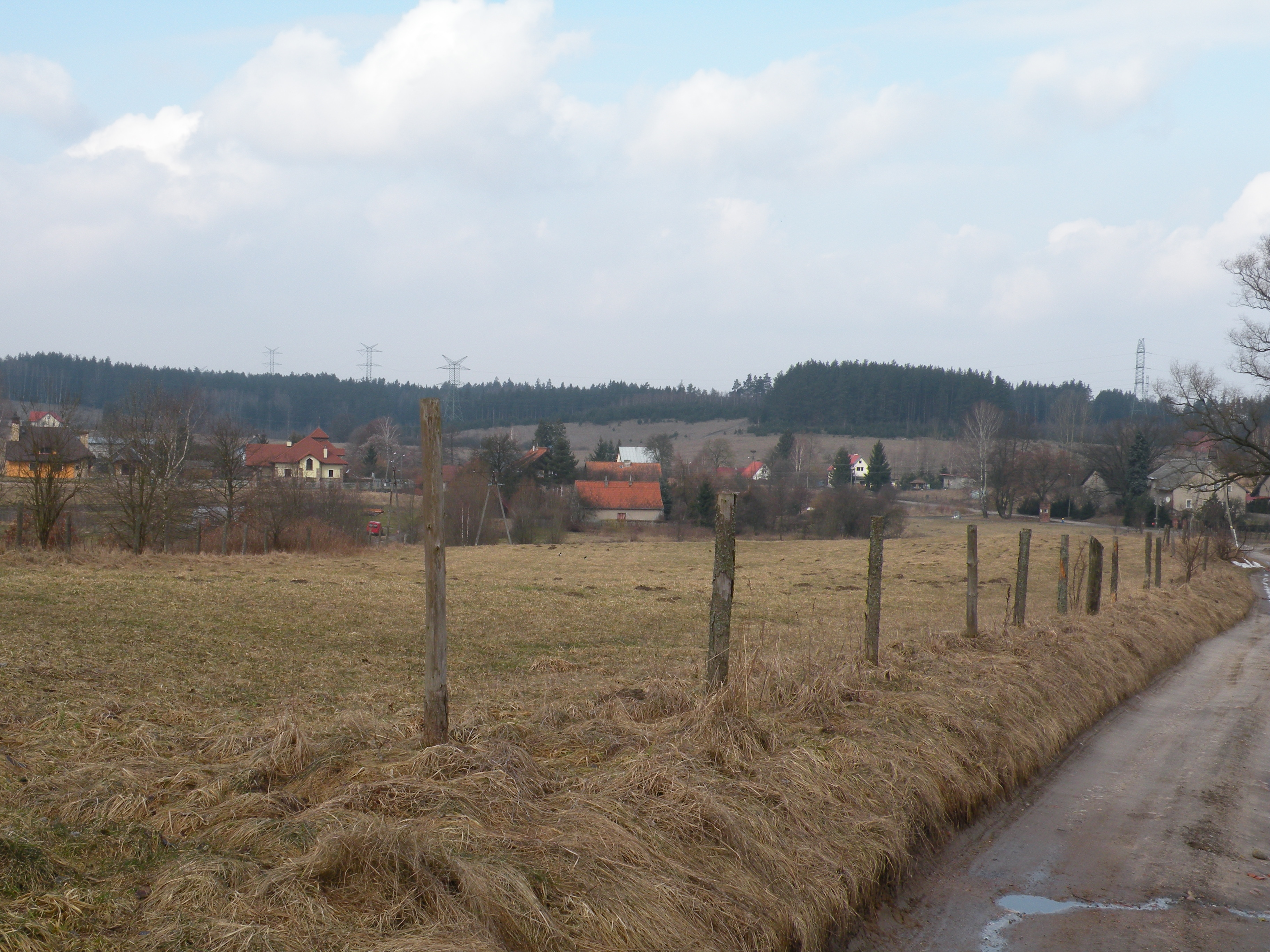
Blick auf Redykajny

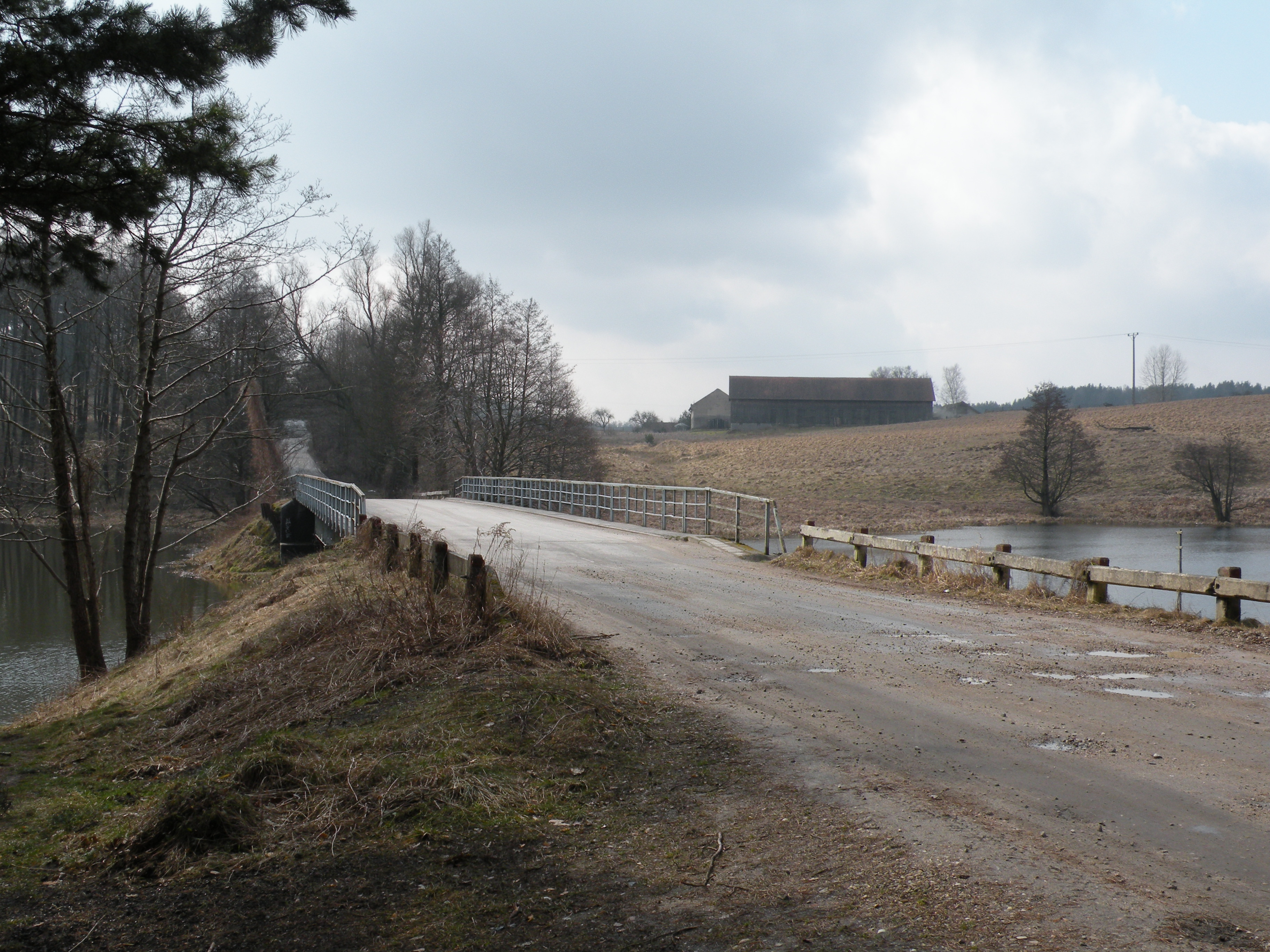
Dorfstraße

|  |

## Geschichte
Gründungsjahr des seinerzeit Raynkaym – nach 1363 Redigkeinen, vor 1785 Redikain, nach 1785 Redikaynen – genannten kleinen Dorfs ist 1363: am 22. Oktober jenes Jahres verlieh der Pruße Sormest Land zur Besiedlung des Ortes. 1785 hatte das königliche Bauerndorf Redikain, das zum Amt Allenstein gehörte, 13 Feuerstellen, 1820 bereits 14 Feuerstellen bei 48 Einwohnern.
Von 1874 bis 1945 war Redigkainen in den Amtsbezirk Göttkendorf (polnisch Gutkowo) im ostpreußischen Kreis Allenstein eingegliedert. 156 Einwohner waren im Jahre 1910 in Redigkainen gemeldet.
Bei der Volksabstimmung am 11. Juli 1920 stimmten 80 Einwohner (= 77 %) für Ostpreußen und 24 (= 23 %) für Polen.
Die Zahl der Einwohner Redigkainens belief sich 1933 auf 162 und 1939 auf 158.
In Kriegsfolge wurde das gesamte südliche Ostpreußen 1945 an Polen abgetreten. Redigkainen erhielt die polnische Namensform „Redykajny“ und ist heute ein Teil der Landgemeinde Dywity (Diwitten) im Powiat Olsztyński (Kreis Allenstein), von 1975 bis 1998 der Woiwodschaft Olsztyn, seither der Woiwodschaft Ermland-Masuren zugehörig. Redykajny zählte im Jahre 2021 insgesamt 74 Einwohner.

## Kirche

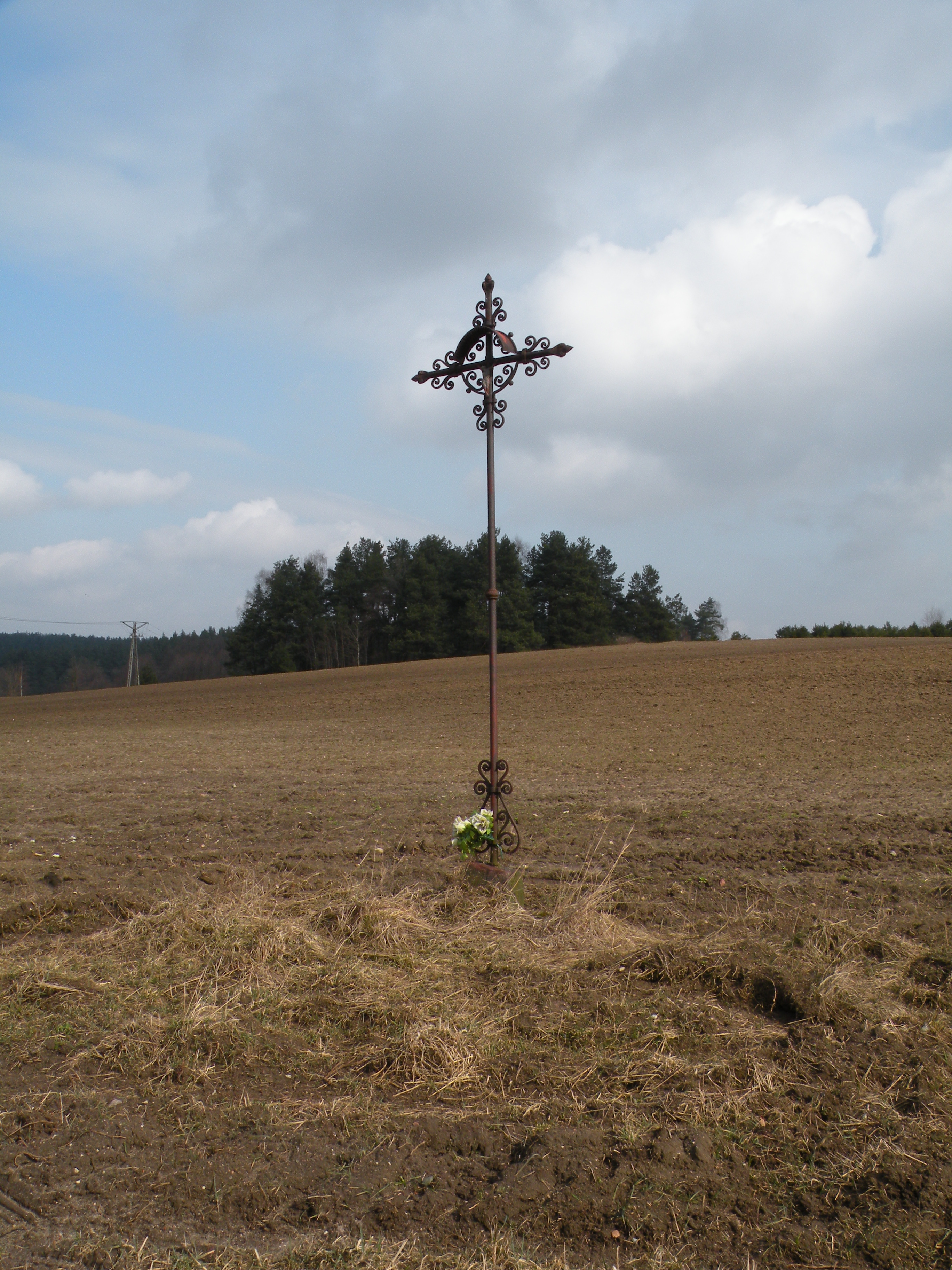
Wegekreuz in Redykajny

### Römisch-katholisch
Seitens der Römisch-katholischen Kirche war Redigkainen bis 1945 und ist Redykajny heute in die Pfarrei Braunswalde bzw. Brąswałd, jetzt im Erzbistum Ermland gelegen, eingegliedert. Seit 1998 besteht im nahegelegenen Stadtteil Redykajny der Stadt Olsztyn eine eigene Pfarrei mit der 2003 erbauten St.-Arnold-Kirche.

### Evangelisch
Bis 1945 war Redigkainen in die evangelische Kirche Allenstein in der Kirchenprovinz Ostpreußen der Kirche der Altpreußischen Union eingepfarrt. Zu dieser – nun mit einem Namen versehenen – Christus-Erlöser-Kirche Olsztyn gehört Redykajny auch noch heute. Die Kirche gehört nun zur Diözese Masuren der Evangelisch-Augsburgischen Kirche in Polen.

## Verkehr

### Straße
Redykajny ist von Olsztyn (Allenstein) aus über eine Nebenstraße durch den Stadtteil Redykajny zu erreichen. Eine von Brąswałd (Braunswalde) kommende und nach Gutkowo (Göttkendorf) zur Woiwodschaftsstraße 527 führende Straße verläuft durch das Dorf Redykajny.

### Schiene
Redykajny hat keine eigene Bahnanbindung. Die nächste Bahnstation ist Olsztyn Gutkowo an den Bahnstrecken Olsztyn–Bogaczewo und Olsztyn Gutkowo–Braniewo.